# Over (album)
Pour les articles homonymes, voir Over.
Albums de Peter Hammill
Nadir's Big Chance
(1975) The Future Now
(1978)
Over est le sixième album solo de Peter Hammill, sorti en 1976.

## Liste des titres
1. Crying Wolf
2. Autumn
3. Time Heals
4. Alice (Letting Go)
5. This Side of the Looking Glass
6. Betrayed
7. (On Tuesdays She Used to do) Yoga
8. Lost and Found

Pièces bonus incluses sur la version rééditée de 2006 sur CD :
- 09 - Betrayed (BBC Session)
- 10 - Autumn (BBC Session)
- 11 - This Side of the Looking Glass ( Version solo)

### Musiciens
- Peter Hammill : Chant, guitare, claviers
- Graham Smith – Violon (2,6)
- Nic Potter : Basse (1, 3, 8)
- Guy Evans : Batterie (1, 3, 8)
- Michael Brand : Direction de l'orchestre (5)

### Production
- Peter Hammill : Production
- Dave Anderson, Ian Gomm : Ingénieurs aux Studios Foel
- Pat Moran : Ingénieur aux Studios Rockfield
- Frank Sansom : Direction artistique
- Sebastian Keep : Photographie